# Mistrovství Evropy ve fotbale žen 2022
Mistrovství Evropy ve fotbale žen 2022 se koná od 6. července do 31. července 2022 v Anglii. Turnaj pořádaný pod patronací UEFA je třináctým v historii. Šampionát byl původně naplánován na 7. července až 1. srpna 2021, ale po odložení letních olympijských her 2020 a Mistrovství Evropy ve fotbale 2020 na rok 2021 kvůli koronavirové pandemii bylo toto mistrovství přesunuto na další rok.

## Kandidáti na pořadatelství
Anglie byla jedinou zemí, která předložila nabídku před termínem.
| - Anglie |

Dne 3. prosince 2018 byla na zasedání výkonného výboru UEFA v Dublinu za pořadatele zvolena Anglie.

## Kvalifikace

### Kvalifikované týmy
| Země          | Kvalifikace         | Datum postupu      | Předchozí účast na ME                                                 |
| ------------- | ------------------- | ------------------ | --------------------------------------------------------------------- |
| Anglie        | pořadatel           | 3. prosince 2018   | 8 (1984, 1987, 1995, 2001, 2005, 2009, 2013, 2017)                    |
| Německo       | vítěz skupiny I     | 23. října 2020     | 10 (1989, 1991, 1993, 1995, 1997, 2001, 2005, 2009, 2013, 2017)       |
| Nizozemsko    | vítěz skupiny A     | 23. října 2020     | 3 (2009, 2013, 2017)                                                  |
| Dánsko        | vítěz skupiny B     | 27. října 2020     | 9 (1984, 1991, 1993, 1997, 2001, 2005, 2009, 2013, 2017)              |
| Norsko        | vítěz skupiny C     | 27. října 2020     | 11 (1987, 1989, 1991, 1993, 1995, 1997, 2001, 2005, 2009, 2013, 2017) |
| Švédsko       | vítěz skupiny F     | 27. října 2020     | 10 (1984, 1987, 1989, 1995, 1997, 2001, 2005, 2009, 2013, 2017)       |
| Francie       | vítěz skupiny G     | 27. listopadu 2020 | 6 (1997, 2001, 2005, 2009, 2013, 2017)                                |
| Belgie        | vítěz skupiny H     | 1. prosince 2020   | 1 (2017)                                                              |
| Island        | nejlepší z 2. místa | 1. prosince 2020   | 3 (2009, 2013, 2017)                                                  |
| Španělsko     | vítěz skupiny D     | 18. února 2021     | 3 (1997, 2013, 2017)                                                  |
| Finsko        | vítěz skupiny E     | 19. února 2021     | 3 (2005, 2009, 2013)                                                  |
| Rakousko      | nejlepší z 2. místa | 23. února 2021     | 1 (2017)                                                              |
| Itálie        | nejlepší z 2. místa | 24. února 2021     | 11 (1984, 1987, 1989, 1991, 1993, 1997, 2001, 2005, 2009, 2013, 2017) |
| Rusko         | postup z baráže     | 13. dubna 2021     | 5 (1997, 2001, 2009, 2013, 2017)                                      |
| Švýcarsko     | postup z baráže     | 13. dubna 2021     | 1 (2017)                                                              |
| Severní Irsko | postup z baráže     | 13. dubna 2021     | 0                                                                     |

## Stadiony
| Londýn                               | Londýn | Manchester                      | Manchester                          |
| ------------------------------------ | --- | ------------------------------- | ----------------------------------- |
| Wembley Stadium                      | Brentford Community Stadium                                                                                             | Old Trafford                    | Academy Stadium                     |
| 51°33′21″ s. š., 0°16′47″ z. d.      | 51°29′26,97″ s. š., 0°17′19,32″ z. d.                                                                                   | 53°27′47″ s. š., 2°17′29″ z. d. | 53°28′52″ s. š., 2°11′34″ z. d.     |
| Kapacita: 90 000                     | Kapacita: 17 250 | Kapacita: 74 879                | Kapacita: 7 000                     |
|                                      | |                                 |                                     |
|                                      | Londýn Manchester Sheffield Rotherham Southampton Leigh Milton Keynes Brighton and Hove Stadiony ME ve fotbale žen 2021 |                                 |                                     |
| Leigh                                | Sheffield |                                 |                                     |
| Leigh Sports Village                 | Bramall Lane |                                 |                                     |
| 53°29′27,6″ s. š., 2°31′44,4″ z. d.  | 53°22′13″ s. š., 1°28′15″ z. d.                                                                                         |                                 |                                     |
| Kapacita: 12 000                     | Kapacita: 32 702 |                                 |                                     |
|                                      | |                                 |                                     |
|                                      | |                                 |                                     |
| Rotherham                            | Milton Keynes | Southampton                     | Brighton and Hove                   |
| New York Stadium                     | Stadium MK | St Mary's Stadium               | Falmer Stadium                      |
| 53°25′40,44″ s. š., 1°21′43,2″ z. d. | 52°0′34″ s. š., 0°44′0″ z. d.                                                                                           | 50°54′21″ s. š., 1°23′28″ z. d. | 50°51′42,56″ s. š., 0°4′59,8″ z. d. |
| Kapacita: 12 021                     | Kapacita: 30 500 | Kapacita: 32 505                | Kapacita: 30 750                    |
|                                      | |                                 |                                     |

## Skupinová fáze
Všechny časy zápasů jsou uvedeny v SELČ (UTC +2).
| Vysvětlivky                                            |
| ------------------------------------------------------ |
| Týmy z prvních a druhých míst postupují do čtvrtfinále |

### Skupina A
| Poz. | Tým           | Z | V | R | P | VG | IG | +/- | B |
| ---- | ------------- | - | - | - | - | -- | -- | --- | - |
| 1.   | Anglie        | 3 | 3 | 0 | 0 | 14 | 0  | +14 | 9 |
| 2.   | Rakousko      | 3 | 2 | 0 | 1 | 3  | 1  | +2  | 6 |
| 3.   | Norsko        | 3 | 1 | 0 | 2 | 4  | 10 | -6  | 3 |
| 4.   | Severní Irsko | 3 | 0 | 0 | 3 | 1  | 11 | -10 | 0 |

| 6. července 2022 21:00 |        |          |                                                                          |
| Anglie                 | 1 : 0  | Rakousko | Old Trafford, Manchester diváci: 68 871 rozhodčí: Marta Huerta de Azaová |
| Meadová 16'            | Report |          | Old Trafford, Manchester diváci: 68 871 rozhodčí: Marta Huerta de Azaová |

| 7. července 2022 21:00                                                     |        |               |                                                                           |
| Norsko                                                                     | 4 : 1  | Severní Irsko | St Mary's Stadium, Southampton diváci: 9 146 rozhodčí: Lina Lehtovaaraová |
| Blakstadová 10' Maanumová 13' Grahamová Hansenová 31' (pen.) Reitenová 54' | Report | Nelsonová 49' | St Mary's Stadium, Southampton diváci: 9 146 rozhodčí: Lina Lehtovaaraová |

| 11. července 2022 18:00             |        |               |                                                                                      |
| Rakousko                            | 2 : 0  | Severní Irsko | St Mary's Stadium, Southampton diváci: 9 268 rozhodčí: Emikar Calderasová Barreraová |
| Schiechtlová 19' Naschenwengová 88' | Report |               | St Mary's Stadium, Southampton diváci: 9 268 rozhodčí: Emikar Calderasová Barreraová |

| 11. července 2022 21:00                                                               |        |        |                                                                            |
| Anglie                                                                                | 8 : 0  | Norsko | Falmer Stadium, Brighton and Hove diváci: 28 847 rozhodčí: Riem Husseinová |
| Stanwayová 12' (pen.) Hempová 15' Whiteová 29', 41' Meadová 34', 38', 81' Russová 66' | Report |        | Falmer Stadium, Brighton and Hove diváci: 28 847 rozhodčí: Riem Husseinová |

| 15. července 2022 21:00 |        |                                                                |                                                                           |
| Severní Irsko           | 0 : 5  | Anglie                                                         | St Mary's Stadium, Southampton diváci: 30 785 rozhodčí: Esther Staubliová |
|                         | Report | Kirbyová 40' Meadová 44' Russová 48', 53' Burrowsová 76' (vl.) | St Mary's Stadium, Southampton diváci: 30 785 rozhodčí: Esther Staubliová |

| 15. července 2022 21:00 |        |        |                                                                               |
| Rakousko                | 1 : 0  | Norsko | Falmer Stadium, Brighton and Hove diváci: 12 667 rozhodčí: Kateryna Monzulová |
| Billaová 37'            | Report |        | Falmer Stadium, Brighton and Hove diváci: 12 667 rozhodčí: Kateryna Monzulová |

### Skupina B
| Poz. | Tým       | Z | V | R | P | VG | IG | +/- | B |
| ---- | --------- | - | - | - | - | -- | -- | --- | - |
| 1.   | Německo   | 3 | 3 | 0 | 0 | 9  | 0  | +9  | 9 |
| 2.   | Španělsko | 3 | 2 | 0 | 1 | 5  | 3  | +2  | 6 |
| 3.   | Dánsko    | 3 | 1 | 0 | 2 | 1  | 5  | -4  | 3 |
| 4.   | Finsko    | 3 | 0 | 0 | 3 | 1  | 8  | -7  | 0 |

| 8. července 2022 18:00                                                   |        |                 |                                                                       |
| Španělsko                                                                | 4 : 1  | Finsko          | Stadium MK, Milton Keynes diváci: 16 819 rozhodčí: Kateryna Monzulová |
| Paredesová 26' Bonmatíová 41' L. Garcíaová 75' Caldenteyová 90+5' (pen.) | Report | Sällströmová 1' | Stadium MK, Milton Keynes diváci: 16 819 rozhodčí: Kateryna Monzulová |

| 8. července 2022 21:00                                    |        |        |                                                                                |
| Německo                                                   | 4 : 0  | Dánsko | Brentford Community Stadium, Londýn diváci: 15 736 rozhodčí: Esther Staubliová |
| Magullová 21' Schüllerová 57' Lattweinová 78' Poppová 86' | Report |        | Brentford Community Stadium, Londýn diváci: 15 736 rozhodčí: Esther Staubliová |

| 12. července 2022 18:00 |        |        |                                                                          |
| Dánsko                  | 1 : 0  | Finsko | Stadium MK, Milton Keynes diváci: 11 615 rozhodčí: Iuliana Demetrescuová |
| Harderová 72'           | Report |        | Stadium MK, Milton Keynes diváci: 11 615 rozhodčí: Iuliana Demetrescuová |

| 12. července 2022 21:00 |        |           |                                                                                    |
| Německo                 | 2 : 0  | Španělsko | Brentford Community Stadium, Londýn diváci: 16 037 rozhodčí: Stéphanie Frappartová |
| Bühlová 3' Poppová 37'  | Report |           | Brentford Community Stadium, Londýn diváci: 16 037 rozhodčí: Stéphanie Frappartová |

| 16. července 2022 21:00 |        |                                             |                                                                     |
| Finsko                  | 0 : 3  | Německo                                     | Stadium MK, Milton Keynes diváci: 20 721 rozhodčí: Tess Olofssonová |
|                         | Report | Kleinherneová 40' Poppová 48' Anyomiová 63' | Stadium MK, Milton Keynes diváci: 20 721 rozhodčí: Tess Olofssonová |

| 16. července 2022 21:00 |        |                |                                                                               |
| Dánsko                  | 0 : 1  | Španělsko      | Brentford Community Stadium, Londýn diváci: 16 041 rozhodčí: Rebecca Welchová |
|                         | Report | Cardonaová 90' | Brentford Community Stadium, Londýn diváci: 16 041 rozhodčí: Rebecca Welchová |

### Skupina C
| Poz. | Tým         | Z | V | R | P | VG | IG | +/- | B |
| ---- | ----------- | - | - | - | - | -- | -- | --- | - |
| 1.   | Nizozemsko  | 3 | 2 | 1 | 0 | 8  | 2  | +6  | 7 |
| 2.   | Švédsko     | 3 | 2 | 1 | 0 | 8  | 4  | +4  | 7 |
| 3.   | Švýcarsko   | 3 | 0 | 1 | 2 | 4  | 8  | -4  | 1 |
| 4.   | Portugalsko | 3 | 0 | 1 | 2 | 4  | 10 | -6  | 1 |

| 9. července 2022 18:00       |        |                    |                                                                   |
| Portugalsko                  | 2 : 2  | Švýcarsko          | Leigh Sports Village, Leigh diváci: 5 902 rozhodčí: Jana Adámková |
| Gomesová 58' J. Silvaová 65' | Report | Sow 2' Kiwicová 5' | Leigh Sports Village, Leigh diváci: 5 902 rozhodčí: Jana Adámková |

| 9. července 2022 21:00 |        |                  |                                                                   |
| Nizozemsko             | 1 : 1  | Švédsko          | Bramall Lane, Sheffield diváci: 21 342 rozhodčí: Cheryl Fosterová |
| Roordová 52'           | Report | Anderssonová 35' | Bramall Lane, Sheffield diváci: 21 342 rozhodčí: Cheryl Fosterová |

| 13. července 2022 18:00     |        |                 |                                                                         |
| Švédsko                     | 2 : 1  | Švýcarsko       | Bramall Lane, Sheffield diváci: 12 914 rozhodčí: Marta Huerta de Azaová |
| Rolfövá 53' Bennisonová 79' | Report | Bachmannová 55' | Bramall Lane, Sheffield diváci: 12 914 rozhodčí: Marta Huerta de Azaová |

| 13. července 2022 21:00                                |        |                                         |                                                                        |
| Nizozemsko                                             | 3 : 2  | Portugalsko                             | Leigh Sports Village, Leigh diváci: 6 966 rozhodčí: Ivana Martinčićová |
| Egurrolaová 7' Van der Gragtová 16' Van de Donková 62' | Report | C. Costaová 38' (pen.) Di. Silvaová 47' | Leigh Sports Village, Leigh diváci: 6 966 rozhodčí: Ivana Martinčićová |

| 17. července 2022 18:00 |        |                                                                |                                                                        |
| Švýcarsko               | 1 : 4  | Nizozemsko                                                     | Bramall Lane, Sheffield diváci: 22 596 rozhodčí: Iuliana Demetrescuová |
| Reutelerová 53'         | Report | Crnogorčevićová 49' (vl.) Leuchterová 84', 90+5' Pelovaová 89' | Bramall Lane, Sheffield diváci: 22 596 rozhodčí: Iuliana Demetrescuová |

| 17. července 2022 18:00                                                                   |        |             |                                                                           |
| Švédsko                                                                                   | 5 : 0  | Portugalsko | Leigh Sports Village, Leigh diváci: 7 118 rozhodčí: Stéphanie Frappartová |
| Angeldahlová 21', 45' C. Costaová 45+7' (vl.) Asllaniová 54' (pen.) Blacksteniusová 90+1' | Report |             | Leigh Sports Village, Leigh diváci: 7 118 rozhodčí: Stéphanie Frappartová |

### Skupina D
| Poz. | Tým     | Z | V | R | P | VG | IG | +/- | B |
| ---- | ------- | - | - | - | - | -- | -- | --- | - |
| 1.   | Francie | 3 | 2 | 1 | 0 | 8  | 3  | +5  | 7 |
| 2.   | Belgie  | 3 | 1 | 1 | 1 | 3  | 3  | 0   | 4 |
| 3.   | Island  | 3 | 0 | 3 | 0 | 3  | 3  | 0   | 3 |
| 4.   | Itálie  | 3 | 0 | 1 | 2 | 2  | 7  | -5  | 1 |

| 10. července 2022 18:00 |        |                   |                                                                      |
| Belgie                  | 1 : 1  | Island            | Academy Stadium, Manchester diváci: 3 859 rozhodčí: Tess Olofssonová |
| Vanhaevermaetová        | Report | Þorvaldsdóttirová | Academy Stadium, Manchester diváci: 3 859 rozhodčí: Tess Olofssonová |

| 10. července 2022 21:00                            |        |                 |                                                                      |
| Francie                                            | 5 : 1  | Itálie          | New York Stadium, Rotherham diváci: 8 541 rozhodčí: Rebecca Welchová |
| Geyorová 9', 40', 45' Katotová 12' Cascarinová 38' | Report | Piemonteová 76' | New York Stadium, Rotherham diváci: 8 541 rozhodčí: Rebecca Welchová |

| 14. července 2022 18:00 |        |                       |                                                                        |
| Itálie                  | 1 : 1  | Island                | Academy Stadium, Manchester diváci: 4 029 rozhodčí: Lina Lehtovaaraová |
| Bergamaschiová 62'      | Report | Vilhjálmsdóttirová 3' | Academy Stadium, Manchester diváci: 4 029 rozhodčí: Lina Lehtovaaraová |

| 14. července 2022 21:00        |        |               |                                                                      |
| Francie                        | 2 : 1  | Belgie        | New York Stadium, Rotherham diváci: 8 173 rozhodčí: Cheryl Fosterová |
| Dianiová 6' Mbock Bathyová 41' | Report | Caymanová 36' | New York Stadium, Rotherham diváci: 8 173 rozhodčí: Cheryl Fosterová |

| 18. července 2022 21:00         |        |              |                                                                   |
| Island                          | 1 : 1  | Francie      | New York Stadium, Rotherham diváci: 7 392 rozhodčí: Jana Adámková |
| Brynjarsdóttirová 90+12' (pen.) | Report | Malardová 1' | New York Stadium, Rotherham diváci: 7 392 rozhodčí: Jana Adámková |

| 18. července 2022 21:00 |        |                  |                                                                        |
| Itálie                  | 0 : 1  | Belgie           | Academy Stadium, Manchester diváci: 3 919 rozhodčí: Ivana Martinčićová |
|                         | Report | De Caignyová 49' | Academy Stadium, Manchester diváci: 3 919 rozhodčí: Ivana Martinčićová |

## Vyřazovací fáze
|  | Čtvrtfinále                      | Čtvrtfinále                  |                          |   | Semifinále | Semifinále |  |  | Finále | Finále |
|  | 20. července – Brighton and Hove |                              |                          |   |            |            |  |  |        |        |
|  |                                  |                              |                          |   |            |            |  |  |        |        |
|  | Anglie (prodl.)                  | 2                            |                          |   |            |            |  |  |        |        |
|  | Anglie (prodl.)                  | 2                            | 26. července – Sheffield |   |            |            |  |  |        |        |
|  | Španělsko                        | 1                            |                          |   |            |            |  |  |        |        |
|  | Španělsko                        | 1                            | Anglie                   | 4 |            |            |  |  |        |        |
|  | 22. července – Leigh             |                              | Anglie                   | 4 |            |            |  |  |        |        |
|  |                                  | Švédsko                      | 0                        |   |            |            |  |  |        |        |
|  | Švédsko                          | Švédsko                      | 0                        | 1 |            |            |  |  |        |        |
|  | Švédsko                          |                              | 31. července – Londýn    | 1 |            |            |  |  |        |        |
|  | Belgie                           | 0                            |                          |   |            |            |  |  |        |        |
|  | Belgie                           | 0                            | Anglie (prodl.)          | 2 |            |            |  |  |        |        |
|  | 21. července – Londýn            |                              | Anglie (prodl.)          | 2 |            |            |  |  |        |        |
|  |                                  | Německo                      | 1                        |   |            |            |  |  |        |        |
|  | Německo                          | Německo                      | 1                        | 2 |            |            |  |  |        |        |
|  | Německo                          | 27. července – Milton Keynes |                          | 2 |            |            |  |  |        |        |
|  | Rakousko                         | 0                            |                          |   |            |            |  |  |        |        |
|  | Rakousko                         | 0                            | Německo                  | 2 |            |            |  |  |        |        |
|  | 23. července – New York Stadium  |                              | Německo                  | 2 |            |            |  |  |        |        |
|  |                                  | Francie                      | 1                        |   |            |            |  |  |        |        |
|  | Francie (prodl.)                 | Francie                      | 1                        | 1 |            |            |  |  |        |        |
|  | Francie (prodl.)                 |                              |                          | 1 |            |            |  |  |        |        |
|  | Nizozemsko                       | 0                            |                          |   |            |            |  |  |        |        |
|  | Nizozemsko                       | 0                            |                          |   |            |            |  |  |        |        |

Všechny časy zápasů jsou uvedeny v SELČ (UTC +2).

### Čtvrtfinále
| 20. července 2022 21:00 |                |              |                                                                               |
| Anglie                  | 2 : 1 (prodl.) | Španělsko    | Falmer Stadium, Brighton and Hove diváci: 28 994 rozhodčí: Stéphanie Frappart |
| Toone 84' Stanway 96'   | Report         | González 54' | Falmer Stadium, Brighton and Hove diváci: 28 994 rozhodčí: Stéphanie Frappart |

| 21. července 2022 21:00 |        |          |                                                                            |
| Německo                 | 2 : 0  | Rakousko | Brentford Community Stadium, Londýn diváci: 16 025 rozhodčí: Rebecca Welch |
| Magull 25' Poppová 90'  | Report |          | Brentford Community Stadium, Londýn diváci: 16 025 rozhodčí: Rebecca Welch |

| 22. července 2022 21:00 |        |        |                                                                     |
| Švédsko                 | 1 : 0  | Belgie | Leigh Sports Village, Leigh diváci: 7 517 rozhodčí: Kateryna Monzul |
| Sembrant 90+2'          | Report |        | Leigh Sports Village, Leigh diváci: 7 517 rozhodčí: Kateryna Monzul |

| 23. července 2022 21:00 |                |            |                                                                     |
| Francie                 | 1 : 0 (prodl.) | Nizozemsko | New York Stadium, Rotherham diváci: 9 764 rozhodčí: Ivana Martinčić |
| Périsset 102' (pen.)    | Report         |            | New York Stadium, Rotherham diváci: 9 764 rozhodčí: Ivana Martinčić |

### Semifinále
| 26. července 2022 21:00                    |        |         |                                                                 |
| Anglie                                     | 4 : 0  | Švédsko | Bramall Lane, Sheffield diváci: 28 624 rozhodčí: Esther Staubli |
| Mead 34' Bronzeová 48' Russo 68' Kirby 76' | Report |         | Bramall Lane, Sheffield diváci: 28 624 rozhodčí: Esther Staubli |

| 27. července 2022 21:00 |        |                  |                                                                  |
| Německo                 | 2 : 1  | Francie          | Stadium MK, Milton Keynes diváci: 27 445 rozhodčí: Cheryl Foster |
| Poppová 40, 76'         | Report | Frohms 44' (vl.) | Stadium MK, Milton Keynes diváci: 27 445 rozhodčí: Cheryl Foster |

### Finále
| 31. července 2022 18:00 |                |            |                                                                  |
| Anglie                  | 2 : 1 (prodl.) | Německo    | Wembley Stadium, Londýn diváci: 87 192 rozhodčí: Kateryna Monzul |
| Toone 62' Kelly 110'    | Report         | Magull 79' | Wembley Stadium, Londýn diváci: 87 192 rozhodčí: Kateryna Monzul |